# 本間篤史 (野球)
本間 篤史（ほんま あつし、1988年8月3日 - ）は、北海道余市郡余市町出身の社会人野球選手（外野手）、野球指導者。右投右打。

## 経歴
余市町立沢町小学校4年時から野球を始める。余市町立西中学校では余市シニアに所属。
高校は道内でも強豪の駒澤大学附属苫小牧高校に進学。同級生には田中将大がいた。高校時代は前年の夏の優勝校でありながら2年生で4番として2005年夏の甲子園大会で甲子園夏連覇。新チーム結成当初は田中が主将を務めていたが、「（田中）将大が、主将としての取材、投手としての取材の両方を受けるのは疲れが溜まる」という監督の香田誉士史の配慮から、73年ぶりの夏の大会3連覇に挑んだ大会直前に田中から主将を引き継いだ。2006年夏の甲子園大会決勝では斎藤佑樹擁する早稲田実業学校高等部に延長再試合の末敗退し準優勝。
高校卒業後は東都大学野球リーグの強豪である亜細亜大学に進学。1年春より先発で出場するが2年時に左手首を骨折し、4年まで出場出来なかった。在学中には社会科の教員免許も取得した。
大学卒業後は地元・北海道のJR北海道に入社（2017年よりJR北海道硬式野球クラブ）。都市対抗野球大会に5回出場、社会人野球日本選手権大会には4回出場して、2012年・2016年・2017年は道内社会人ベストナインにも選出された。またJR北海道の駅員として勤務していた。しかし、20代で一区切りつけたいという本間本人の思いから、2017年限りで現役を退いて退部。2018年4月にはJR北海道も退社した。
その後は日高町の自動車部品店で勤務していたが、2018年12月に現役復帰してクラブチームのTRANSYSに外野手兼打撃コーチとして加入した。また2020年には第102回全国高等学校野球選手権大会の代替大会の南北海道大会の北海道テレビ放送における中継で解説を務めた。
2021年からは選手兼任助監督となり、2022年に選手兼任監督に就任した。3シーズンにわたって監督を務めたが、2024年9月末をもって退任した。今後については未定としながらも、学生野球にも携わりたい旨、北海道野球界発展のために様々な角度で携わりたい旨を述べている。

## 人物
- 高校時代は「眼鏡をかけた4番」として親しまれた[8]。また、当時の駒澤大学附属苫小牧高校の監督、香田誉士史のそっくりさんとしても話題になった。
- プロ入りをしなかったにもかかわらず野球ファンの間の知名度が高く、2018年8月12日の第100回全国高等学校野球選手権記念大会のレジェンド始球式に登板。かつて対戦した斎藤佑樹を模した形で行った[9]。現役を退いていた本間だったが、この登板によって野球に対する意欲が再燃し、TRANSYSでの現役復帰に至っている[3]。